# Museum Heerenveen
Museum Heerenveen, voorheen Museum Willem van Haren, is een cultuurhistorisch museum in het centrum van Heerenveen. Het museum vertelt de geschiedenis van de omgeving met behulp van archeologische vondsten, historische objecten en een verzameling werken van veelbetekenende kunstenaars uit de omgeving zoals Jan Mankes.

## Geschiedenis
Vanaf 1942 deed een gebouw aan de Vleesmarkt dienst als oudheidkamer, waar een collectie was ondergebracht over de geschiedenis van Heerenveen. Na enige omzwervingen verhuisde de collectie in 1982 naar het Van Helomahuis aan het Van Harenspad. De Oudheidkamer Heerenveen werd toen omgevormd tot museum onder de naam Museum Willem van Haren. Deze naam was ontleend aan de omliggende straten, die op hun beurt vernoemd waren naar de grietman Willem van Haren (1655-1728).
In 1999 werd het naastgelegen voormalig schoolgebouw aan het museum toegevoegd, zodat er meer ruimte voor tentoonstellingen kwam. Het gebouw heet De Heerenveense School. Hierin werd ook Ateliers Majeur, een centrum voor kunstzinnige vorming gevestigd. Het museum kreeg in 12 mei 2015 een nieuwe naam, Museum Heerenveen. De datum van de naamswijziging was bewust gekozen vanwege de symbolische achtergrond: 12 mei was vroeger de dag waarop veencontracten vernieuwd werden.

## Collecties en tentoonstellingen
- Geschiedenis van Heerenveen (met een maquette van Heerenveen, zoals het er in 1830 uitzag).
- Tentoonstelling over de voorname families en hun bedienden die een landgoed hadden in Oranjewoud.
- Het Ferdinand Domela Nieuwenhuismuseum is ook ondergebracht in het Museum Heerenveen.